# Ás do Espaço
Space Ace (宇宙エース, Uchū Ēsu) conhecido no Brasil como Ás do Espaço, é uma série de mangá escrita e ilustrada por Tatsuo Yoshida, uma ficção científica publicada na revista Shōnen Book da editora Shueisha entre junho de 1964 e maio de 1966. Posteriormente foi adaptada em uma série de anime produzida pela Tatsunoko Production, sendo exibida originalmente pela Fuji TV de 8 de maio de 1965 a 28 de abril de 1966.